# Pseudoxenodon stejnegeri
Pseudoxenodon stejnegeri är en ormart som beskrevs av Barbour 1908. Pseudoxenodon stejnegeri ingår i släktet Pseudoxenodon och familjen snokar.
Denna orm förekommer i centrala och östra Kina samt på Taiwan. Arten lever i kulliga områden och i bergstrakter mellan 400 och 2100 meter över havet. Den vistas i skogar nära vattendrag. Födan utgörs av groddjur. Honor lägger ägg.
För beståndet är inga hot kända. Hela populationen anses vara stor. IUCN listar arten som livskraftig (LC).

## Underarter
Arten delas in i följande underarter:
- P. s. stejnegeri
- P. s. striaticaudatus